# Sumatochroma testaceipennis
Sumatochroma testaceipennis är en skalbaggsart som först beskrevs av Conrad Ritsema 1881.  Sumatochroma testaceipennis ingår i släktet Sumatochroma och familjen långhorningar. Inga underarter finns listade i Catalogue of Life.